# Bebe Daniels
Pour les articles homonymes, voir Daniels.
Bebe Daniels, née Phyllis Daniels le 14 janvier 1901 à Dallas au Texas, et morte à Londres le 16 mars 1971, était une actrice américaine qui débuta à Hollywood à l'époque du cinéma muet.

## Biographie
Phyllis Virginia Daniels dont les parents étaient tous deux acteurs, commence sa carrière à Hollywood en tant qu'enfant actrice dans The Common Ennemy en 1910; « Bebe » étant un surnom qu'elle avait eu dans son enfance.
Entre 1915 et 1919, elle a été la partenaire de Harold Lloyd dans la série des Lonesome Luke ("Lui" en français), produite par Hal Roach. Elle n'a pas voulu continuer de travailler pour Hal Roach, elle obtient des petits rôles dans les films de Cecil B. DeMille.
Elle a été mariée en 1930 avec l'acteur Ben Lyon, leur fille Barbara Lyon (en) était chanteuse dans les années 1950 et eut des rôles dans des séries, leur fils adoptif Richard a été acteur enfant et adolescent. La famille a déménagé à Londres en 1935, où elle meurt en 1971.

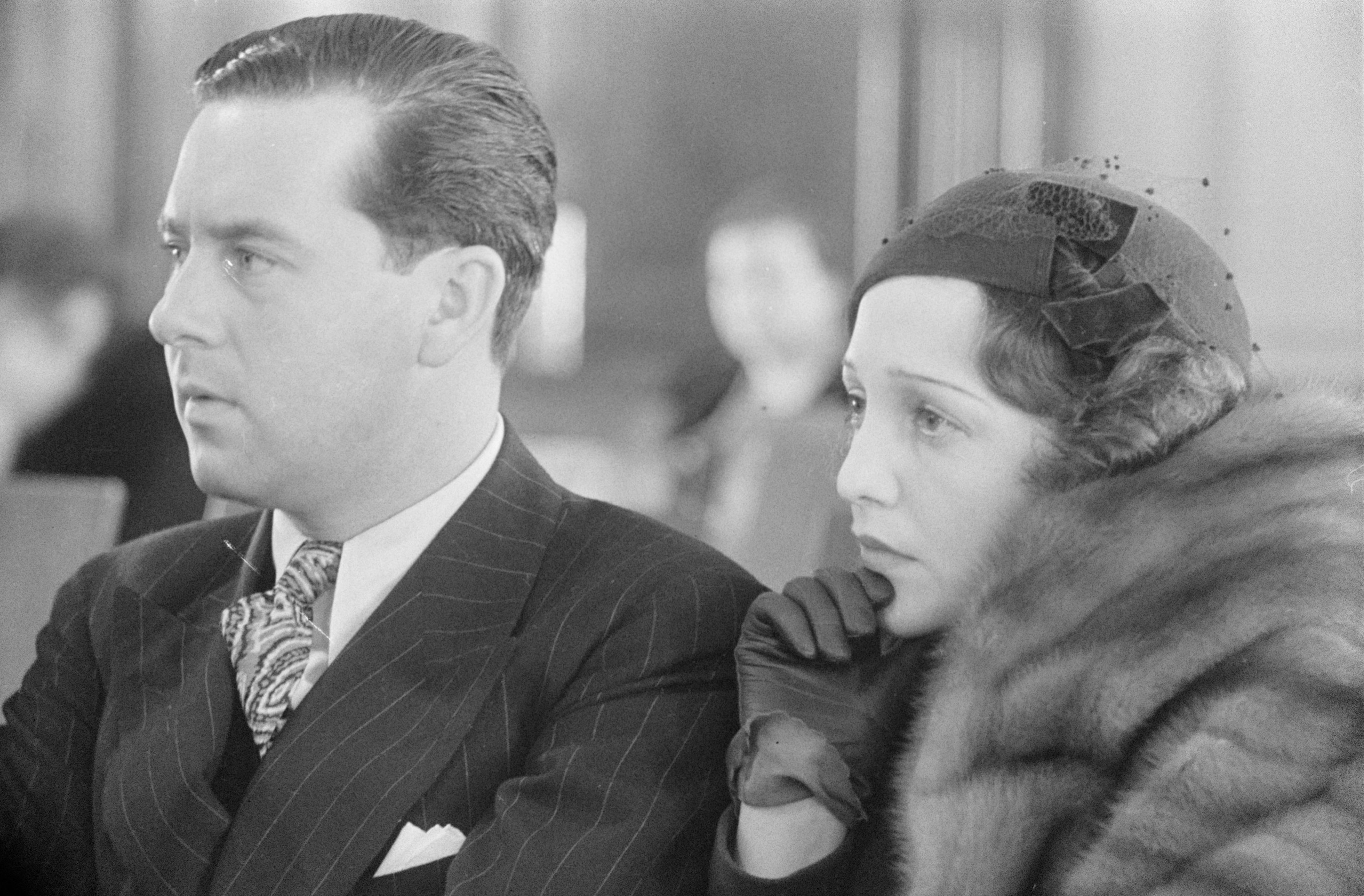
Bebe Daniels avec son mari Ben Lyon en 1933.

## Filmographie partielle

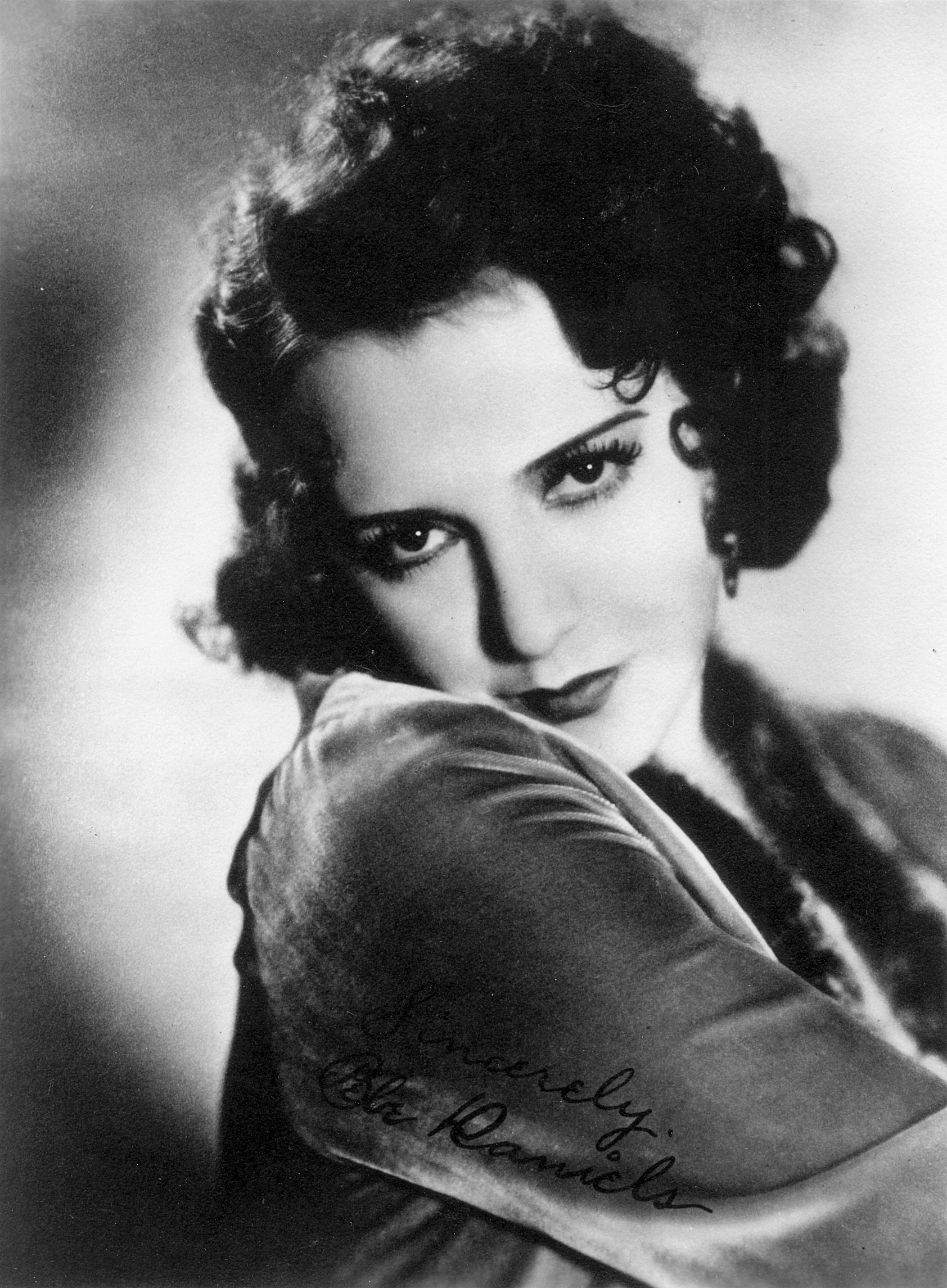
Portrait signé de Bebe Daniels.

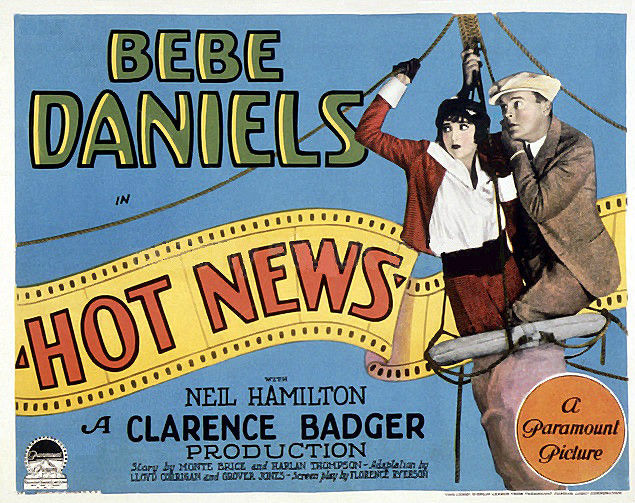
Bebe Daniels dans Hot News en 1928

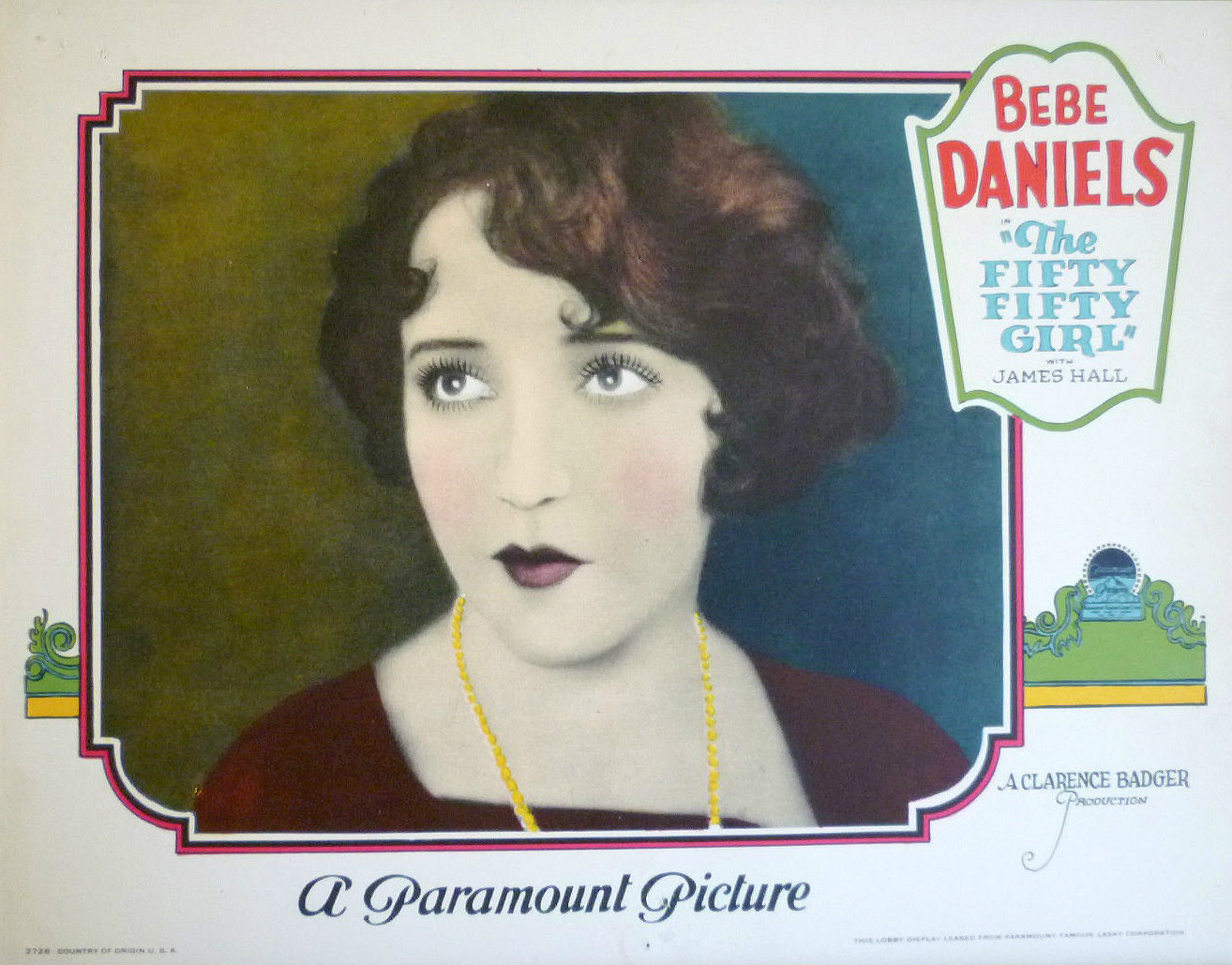
Bebe Daniels dans The Fifty-Fifty Girl (1928)

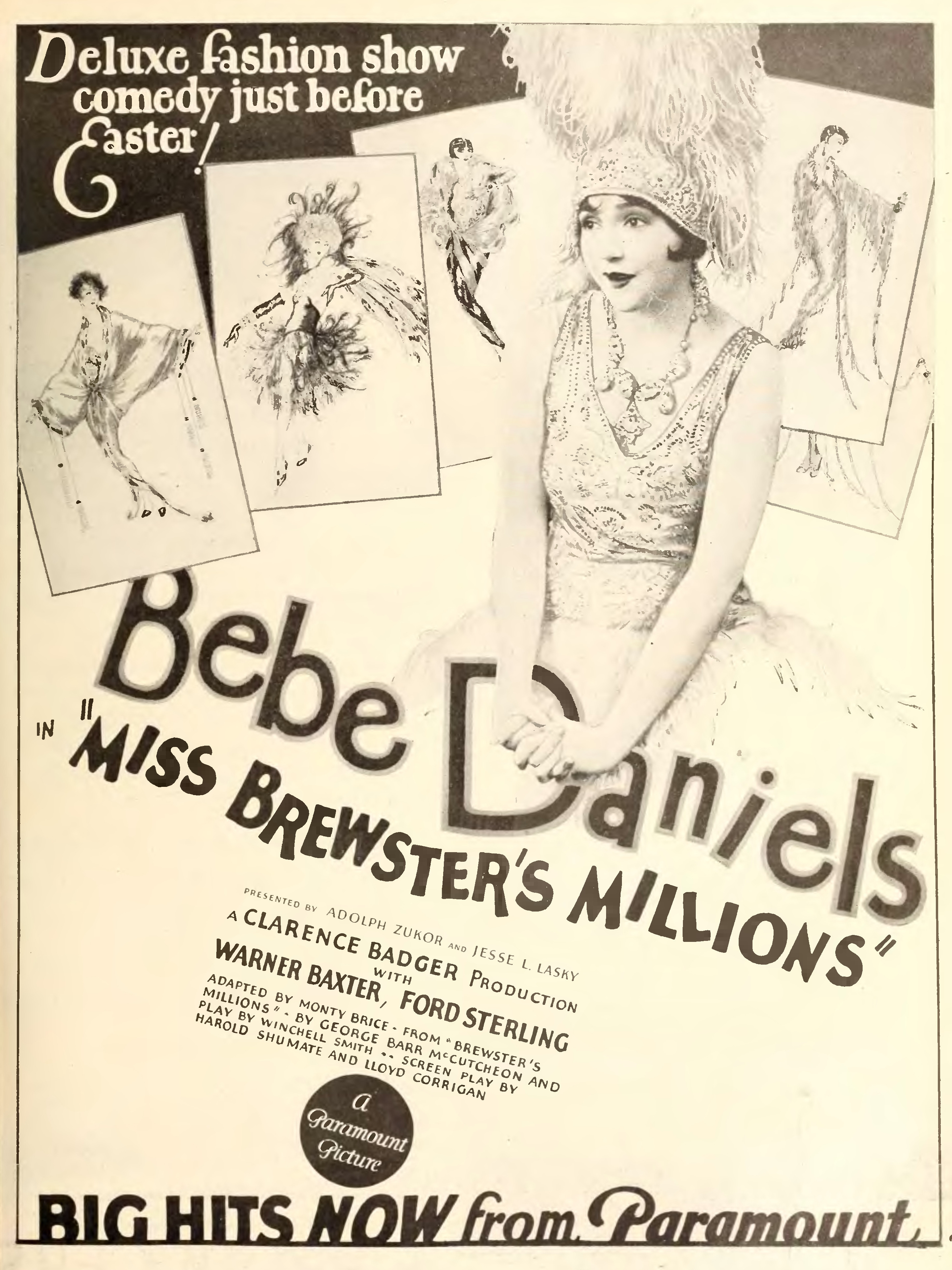
Bebe Daniels dans Miss Brewster's Millions.

- 1910 : Justinian and Theodora d'Otis Turner
- 1910 : Le Magicien d'Oz d'Otis Turner
- 1910 : The Common Enemy d'Otis Turner
- 1910 : The Courtship of Miles Standish d'Otis Turner
- 1915 : Peculiar Patients' Pranks de Hal Roach
- 1911 : A Counterfeit Santa Claus d'Otis Turner
- 1916 : Luke Joins the Navy de Hal Roach
- 1916 : Luke Does the Midway de Hal Roach
- 1916 : Luke, Crystal Gazer de Hal Roach
- 1916 : Luke and the Mermaids de Hal Roach
- 1916 : Luke and the Bang-Tails de Hal Roach
- 1916 : Lui... club-boy (Luke's Speedy Club Life) de Hal Roach
- 1916 : Lonesome Luke Leans to the Literary de Hal Roach
- 1916 : Luke's Lost Lamb de Hal Roach
- 1917 : Over the Fence de Harold Lloyd et J. Farrell MacDonald
- 1917 : Lui... et les policemen (Pinched) de Gilbert Pratt et Harold Lloyd
- 1917 : Bashful d'Alfred J. Goulding
- 1917 : L'Enlèvement (Bliss) d'Alfred J. Goulding
- 1918 : Take a Chance d'Alfred J. Goulding
- 1918 : Follow the Crowd d'Alfred J. Goulding
- 1918 : It's a Wild Life de Gilbert Pratt
- 1918 : Feux croisés (Two-Gun Gussie) d'Alfred J. Goulding
- 1918 : A Gasoline Wedding d'Alfred J. Goulding
- 1918 : Pipe the Whiskers d'Alfred J. Goulding
- 1918 : L'Hôtel du chahut-bahut (On the Jump) d'Alfred J. Goulding
- 1918 : Oui... mais Lui corsette mieux (Here Come the Girls) de Fred Hibbard
- 1918 : Passez muscade (Are Crooks Dishonest?) de Gilbert Pratt
- 1918 : Lui au club mystérieux (The Lamb) de Gilbert Pratt et Harold Lloyd
- 1918 : Photographe malgré lui (Look Pleasant, Please)
- 1918 : Lui fait un beau mariage (Bride and Gloom)
- 1919 : Harold chasse les grands fauves (Back to the Woods) de Hal Roach
- 1919 : Un, deux, trois... partez ! (The Marathon) d'Alfred J. Goulding
- 1919 : L'Admirable Crichton (Male and Female) de Cecil B. DeMille
- 1919 : Before Breakfast d'Hal Roach
- 1919 : Coquin de printemps (Spring Fever) de Hal Roach
- 1919 : Une excursion mouvementée (Going! Going! Gone!) de Gilbert Pratt
- 1919 : Un fameux régisseur d'Alfred J. Goulding
- 1919 : Lui chez le grand couturier (Next Aisle Over) de H. M. Walker
- 1919 : On n'entre pas (Ask Father) d'Hal Roach
- 1919 : Doux pays (His Only Father)
- 1919 : Amour et Poésie (Bumping into Broadway) d'Hal Roach
- 1919 : Coco de Chicago (Billy Blazes, Esq.) d'Hal Roach
- 1919 : Swat the Crook d'Hal Roach
- 1919 : Tombés du ciel (Just Dropped In)
- 1919 : Don't Shove d'Alfred J. Goulding
- 1919 : Chop Suey & Co. de Hal Roach
- 1919 : Lui, chef cuisinier (On the Fire) d'Hal Roach
- 1919 : Lui et la Dactylographe (Be My Wife) d'Hal Roach
- 1919 : Lui au caveau des élégants (Young Mr. Jazz) de Hal Roach
- 1920 : L'Échange (Why Change Your Wife?) de Cecil B. DeMille
- 1920 : Sick Abed de Sam Wood
- 1920 : Oh, Lady, Lady de Maurice S. Campbell
- 1920 : You Never Can Tell de Chester M. Franklin
- 1920 : She Couldn't Help It de Maurice S. Campbell
- 1921 : Le cœur nous trompe (The Affairs of Anatol) de Cecil B. DeMille
- 1921 : Villégiature gratuite ou Le Vertige (Two weeks with Pay) de Maurice S. Campbell
- 1921 : The Speed Girl de Maurice S. Campbell
- 1922 : North of the Rio Grande de Rollin S. Sturgeon
- 1922 : Des gens très bien (Nice People) de William C. de Mille : Theodora Gloucester
- 1922 : Mamzelle sans nom (Nancy from Nowhere) de Chester M. Franklin : Nancy
- 1923 : His Children's Children de Sam Wood
- 1923 : Un nuage passa (The Glimpses of the Moon) d'Allan Dwan : Susan Branch
- 1924 : L'Obsession du devoir (Unguarded Women) d'Alan Crosland
- 1924 : Le Tango tragique d'Allan Dwan
- 1924 : Sinners in Heaven d'Alan Crosland
- 1924 : Hello, 'Frisco de Slim Summerville
- 1924 : Monsieur Beaucaire de Sidney Olcott : Princesse Henriette
- 1924 : Coureur de dot (Dangerous Money), de Frank Tuttle
- 1925 : Manucure (The Manicure Girl) de Frank Tuttle
- 1925 : Rivales (Lovers in Quarantine) de Frank Tuttle
- 1925 : Miss Barbe-Bleue (Miss Bluebeard) de Frank Tuttle
- 1925 : L'Amour cambrioleur (The Splendid Crime) de William C. de Mille
- 1926 : Stranded in Paris  de Arthur Rosson avec Iris Stuart
- 1926 : Petite Championne (The Campus Flirt) de Clarence G. Badger
- 1926 : Miss Brewster's Millions de Clarence G. Badger
- 1926 : Volcano de William K. Howard
- 1926 : La Coupe de Miami (The Palm Beach Girl) de Erle C. Kenton
- 1927 : Señorita de Clarence G. Badger
- 1927 : L'École des sirènes (Swim Girl, Swim) de Clarence G. Badger
- 1927 : Monsieur... Mademoiselle (She's a Sheik) de Clarence G. Badger
- 1928 : Feel My Pulse de Gregory La Cava
- 1928 : The Fifty-Fifty Girl de Clarence G. Badger
- 1928 : Quelle nuit ! (What a Night!) de A. Edward Sutherland
- 1928 : Peggy et sa vertu (Take Me Home) de Marshall Neilan
- 1928 : Hot News de Clarence G. Badger
- 1929 : Rio Rita de Luther Reed
- 1930 : Pour décrocher la lune (Reaching for the Moon)
- 1930 : Quand l'amour appelle (Love Comes Along) de Rupert Julian
- 1930 : Une perle rare (Alias French Gertie) de George Archainbaud
- 1930 : Dixiana de Luther Reed
- 1931 : Les Bijoux volés (The Slippery Pearls) de William C. McGann
- 1931 : Le Faucon maltais (The Maltese Falcon) de Roy Del Ruth
- 1931 : L'Honneur de la famille (Honor of the Family) de Lloyd Bacon
- 1931 : Mon passé (My Past) de Roy Del Ruth
- 1932 : Valet d'argent (Silver Dollar) d'Alfred E. Green
- 1933 : A Southern Maid d'Harry Hughes
- 1933 : 42e Rue (42nd Street) de Lloyd Bacon
- 1933 : Cocktail Hour de Victor Schertzinger
- 1933 : Le Grand Avocat (Counsellor at Law) de William Wyler
- 1934 : L'Ombre du passé (Registered Nurse) de Robert Florey
- 1935 : Music Is Magic de George Marshall
- 1936 : Le Collier de rubis (Treachery on the High Seas) de Emil-Edwin Reinert
- 1938 : The Return of Carol Deane d'Arthur B. Woods
- 1941 : Hi Gang! de Marcel Varnel
- 1954 : Life with the Lyons de Val Guest
- 1956 : The Lyons in Paris de Val Guest